# Dihya Lwiz
Louiza Aouzelleg, connue sous le surnom de Dihya Lwiz, est une femme de lettres algérienne née en 1985 à Béjaïa et morte le 30 juin 2017 dans la même ville.

## Biographie
Elle est titulaire d'un doctorat en gestion de l'université de Béjaïa.
Elle a notamment écrit deux romans en langue arabe en 2012 et 2013 et un roman en tamazight.
Dihya Lwiz a obtenu le prix Mohamed Dib du roman en tamazight en 2016.

## Œuvres
- Djasad yaskounouni (Un corps m’habite), Tira, Béjaïa, 2012
- Sa aqdhifou nafssi amamaka (Je me projetterai à tes pieds), El Ikhtilaf, Alger, et Difaf, Beyrouth, 2013
- Berru (Le divorce), in Ifsan n Tamunt (recueil de nouvelles), Tira, Béjaïa, 2013
- Gar igenni d tmurt (Entre ciel et terre), éditions Frantz Fanon, Tizi Ouzou, 2017